# Ceratophysella longispina
Ceratophysella longispina är en urinsektsart som först beskrevs av Tycho Fredrik Hugo Tullberg 1876.  Ceratophysella longispina ingår i släktet Ceratophysella och familjen Hypogastruridae. Arten är reproducerande i Sverige. Inga underarter finns listade i Catalogue of Life.